# Comuna Oleksandrivka, Kazanka
Oleksandrivka (în ucraineană Олександрівка) este o comună în raionul Kazanka, regiunea Mîkolaiiv, Ucraina, formată din satele Matrono-Vasîlivka, Novoblakîtne, Oleksandrivka (reședința), Prîvillea, Volna și Zorea.

## Demografie
Componența lingvistică a comunei Oleksandrivka
     Ucraineană (50,99%)
     Rusă (43,58%)
     Română (2,12%)
     Belarusă (1,06%)
Conform recensământului din 2001, majoritatea populației comunei Oleksandrivka era vorbitoare de ucraineană (50,99%), existând în minoritate și vorbitori de rusă (43,58%), armeană (2,12%), română (2,12%) și belarusă (1,06%).